# Nowosielica (rejon śniatyński)
Nowosielica (ukr. Новоселиця) – wieś na Ukrainie w rejonie śniatyńskim obwodu iwanofrankiwskiego. 
W II Rzeczypospolitej wieś w powiecie śniatyńskim województwa stanisławowskiego. Znajdowały się tutaj dwa szyby węgla kamiennego. W 1944 nacjonaliści ukraińscy z OUN-UPA zamordowali we wsi 72 Polaków.